# Вартиайнен, Юхана
Юхана Вартиайнен (фин. Juhana Vartiainen; род. 28 мая 1958, Хельсинки) — финляндский политический и государственный деятель. Экономист и член парламента Финляндии, представляющий Национальную коалицию, ранее был членом Социал-демократической партии Финляндии с 1975 по 2015 год. В августе 2021 года был избран мэром Хельсинки.

## Ранний период жизни и образование
Родился в Хельсинки, вырос в христианской семье. Его родители были карельскими беженцами, отец родился и вырос в Сортавале, а мать родилась в 1931 году в Выборге. Имеет трёх сестер. Отец Анри Вартиайнен был экономистом и исследователем экономики. Юхана прошел обязательную военную службу в Финляндии, звание в запасе — лейтенант. В 1975 году вступил в Социал-демократическую партию Финляндии. Вартиайнен изучал экономику, другие социальные науки и философию в Хельсинкском университете, получив степень доктора социальных наук по экономике в 1992 году.

## Карьера
На протяжении всей своей карьеры работал в Хельсинки и Стокгольме (Швеция). В 1984—1986 годах работал ассистентом-исследователем в Исследовательском совете по культуре и обществу Академии Финляндии. С 1993 по 2005 год работал научным сотрудником и старшим научным сотрудником в Финляндском институте экономических исследований труда. В период с 2002 по 2005 год работал в Шведском профсоюзном институте экономических исследований в качестве исследователя в 2002—2003 годах и в должности управляющего директора в 2003—2005 годах. В 2005 году стал директором по исследованиям Шведского национального института экономических исследований. Работал в Konjunkturinstitutet до 2012 года, когда стал генеральным директором Финляндского института экономических исследований учреждения VATT, которое проводит и изучает научные исследования и анализ микро- и макроэкономики, а также экономической политики в Финляндии.
В 2015 году покинул Социал-демократическую партию Финляндии, сославшись на отход партии от правой социал-демократии и неспособность партии и профсоюзного движения участвовать в реформах, необходимых для обеспечения государственных обязательств для стареющего населения Финляндии.
В 2015 году избран в парламент как представитель Национальной коалиции от округа Хельсинки, набрав на выборах 11 436 голосов. Был переизбран в 2019 году, получив 8 206 голосов.
В 2021 году стал кандидатом в мэры Хельсинки от Национальной коалиции на муниципальных выборах, был избран в городской совет Хельсинки с 13 898 голосами, заняв третье место по доле личных голосов после коллеги-кандидата от Национальной коалиции Элины Валтонен с 15 793 голосами и Юсси Халла-Ахо из партии Истинных финнов, набравшего 18 978 голосов. Национальная коалиция победила на выборах в Хельсинки, поскольку Финляндия использует метод Д’Ондта на парламентских и муниципальных выборах, при этом эта партия набрала в общей сложности 25,6 % от общей доли голосов и 23 представителя из общего числа 85 в городском совете. В августе 2021 года стал мэром Хельсинки на выборах городского совета, традиционно избираемого из партии с наибольшей долей представителей. Финляндский политик, представитель городского совета и исследователь Атте Калева занял место Юханы Вартиайнена в парламенте Финляндии.

## Политические взгляды
Описывает себя как «социал-демократа правого толка», идущего по стопам финляндского политика Вяйнё Таннера. Поддерживает рабочую иммиграцию в Финляндию и не поддерживает принятый кабинетом Марин закон о социальной реформе и реформе здравоохранения, который он описывает как контрпродуктивный и дорогостоящий.

## Другая деятельность
Член Национального аудиторского управления Финляндии и Консультативного совета (2017—2019).